# Silà (grup)

Hexasilà Si6H14

Un silà és un compost químic constituït per silici i hidrogen, per tant, un hidrur de silici, la qual fórmula general és {\textstyle {\ce {Si_{n}H_{2n + 2}}}}, i llurs derivats per substitució d’hidrogen anàlegs als hidrocarburs. Els silans consisteixen en una cadena d'àtoms de silici units covalentement a àtoms d'hidrogen. Tendeixen a ser menys estables que els seus anàlegs de carboni, ja que l'enllaç Si—Si és de menor energia que l'enllaç C—C. L'oxigen descompon els silans perquè l'enllaç Si—O és molt estable.

## Nomenclatura

Bromotrimetilsilà.

Existeix una nomenclatura regular per als silans. Cada nom dels silans consisteix en la paraula silà precedida per un prefix numèric (di-, tri-, tetra-, etc.) corresponent al nombre d'àtoms de silici en la molècula. Així {\displaystyle {\ce {Si2H6}}} s'anomena com disilà, {\displaystyle {\ce {Si3H8}}} és trisilà, etc. No existeix prefix per a un, {\displaystyle {\ce {SiH4}}} és simplement silà. Els silans també poden ser anomenats com qualsevol altre compost inorgànic, així el silà és tetrahidrur de silici. No obstant això, amb silans de major grandària molecular aquesta nomenclatura es torna molt complicada.
Bé que són coneguts els silans fins a n = 6, únicament els dos primers són estables a temperatura ambient, a causa de la labilitat de l'enllaç {\displaystyle {\ce {Si-Si}}}, a diferència del que ocorre en les cadenes carbonades. Des d’un punt de vista químic, són agents reductors forts que s’inflamen espontàniament en l’aire, reaccionen explosivament amb els halògens i s’hidrolitzen fàcilment en medis bàsics. Pel que fa a llur importància econòmica, únicament els derivats del silà {\displaystyle {\ce {SiH4}}}, en particular el tetrametilsilà {\displaystyle {\ce {Si(CH3)4}}} i els halogenotrialquilsilans, troben aplicació pràctica en síntesi orgànica i anàlisi química.
Un ciclosilà és un silà en forma d'anell, així com un cicloalcà és un alcà en forma d'anell. També existeixen els silans ramificats. El radical {\displaystyle {\ce {SiH3-}}} és anomenat silil; el {\displaystyle {\ce {Si2H5-}}} és disilanil; etc. Si hi ha un trisilà amb un grup silil unit a àtom de silici del mitjà, s'obté un silil trisilà, de forma paral·lela als alcans.
Els silans també poden tenir els mateixos grups funcionals que els alcans, amb el grup hidroxil {\displaystyle {\ce {-OH}}} forma un silanol. En teoria existeix un anàleg de silici per a cada alcà.

## Història

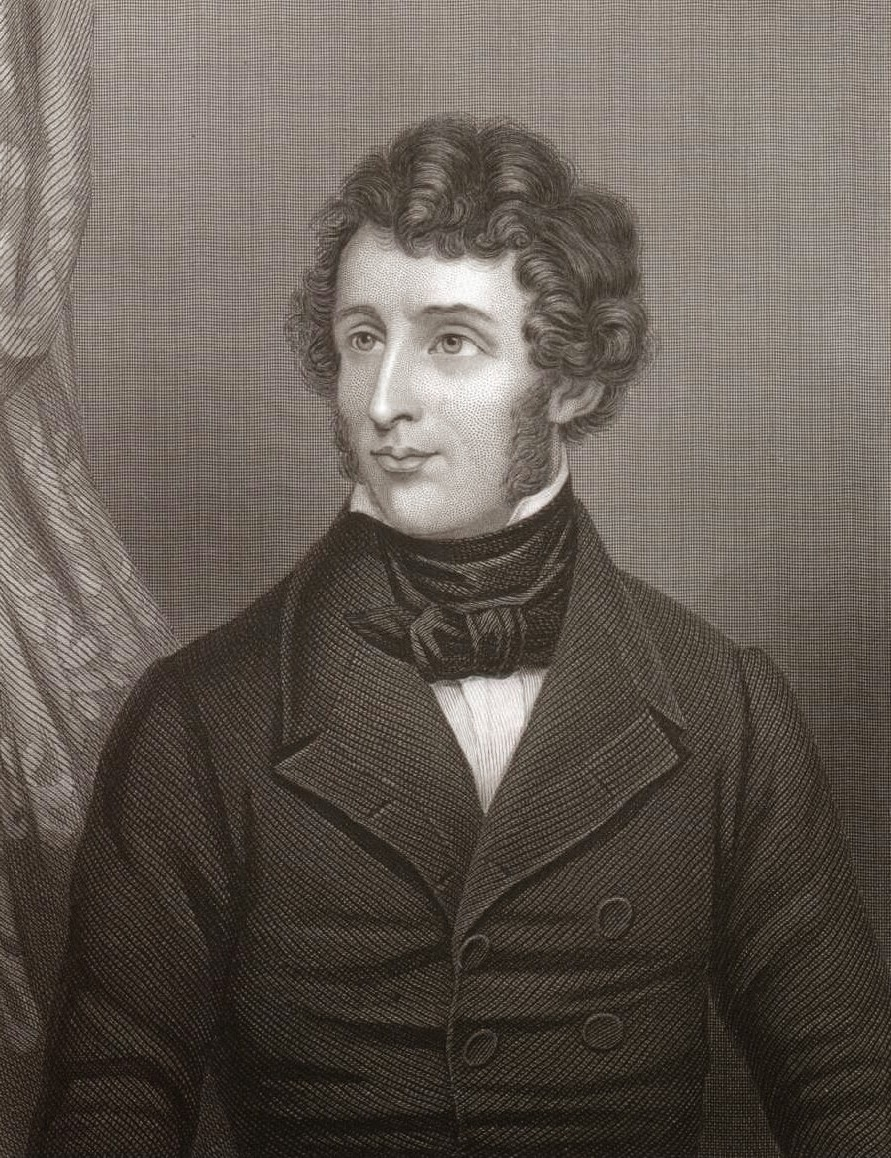
Friedrich Wöhler.

El 1857, els químics alemanys Johann Heinrich Buff (1805–1878) i Friedrich Wöhler (1800–1882) realitzaven experiments electroquímics amb silici que tenia alumini com impuresa, i observaren la formació d'un gas que contenia silici i hidrogen, el triclorosilà {\displaystyle {\ce {SiHCl3}}}. El següent any, Wöhler sintetitzà silà {\displaystyle {\ce {SiH4}}}, el silà més simple, fent reaccionar silicur de magnesi {\displaystyle {\ce {Mg2Si}}} amb àcid clorhídric {\displaystyle {\ce {HCl}}}, i realitzà previsions de les seves propietats a partir de la química dels hidrocarburs. La síntesi de Wöhler fou:{\displaystyle {\ce {Mg2Si + 4 HCl -> SiH4 + 2 MgCl2}}}La producció de silà agafà força durant la dècada del 1960 a causa del seu ús en la fabricació de dielèctrics per deposicions de diòxid de silici i de nitrur de silici, i en la fabricació de semiconductors. Aleshores, el silà s'obtenia per mitjà de la reacció entre el tetraclorur de silici {\displaystyle {\ce {SiCl4}}} i el fluorur de liti {\displaystyle {\ce {LiF}}}:{\displaystyle {\ce {SiCl4 + 4 LiF -> SiH4 + 4 LiCl}}}Al Japó s'emprà una altra ruta de síntesi a partir de silicur de magnesi i clorur d'amoni. En la dècada del 1970, el govern dels EUA inicià un programa per a l'obtenció d'energia solar, per la qual cosa se cercaren rutes eficients per sintetitzar silà. Finalment, s'elegí el procés de la Union Carbide, que és l'utilitzat actualment.

## Obtenció
Els silans s'han preparat mitjançant la reacció del silicur de magnesi {\displaystyle {\ce {Mg2Si}}} amb àcids o per la reducció de clorurs o fluorurs de silici amb hidrur de liti i alumini o amb hidrur d'alumini i sodi. Les reaccions pel silà són:
{\displaystyle {\ce {Mg2Si + 4 HCl -> SiH4 + 2 MgCl2}}}{\displaystyle {\ce {SiF4 + NaAlH4 -> SiH4 + NaAlF4}}}

## Propietats

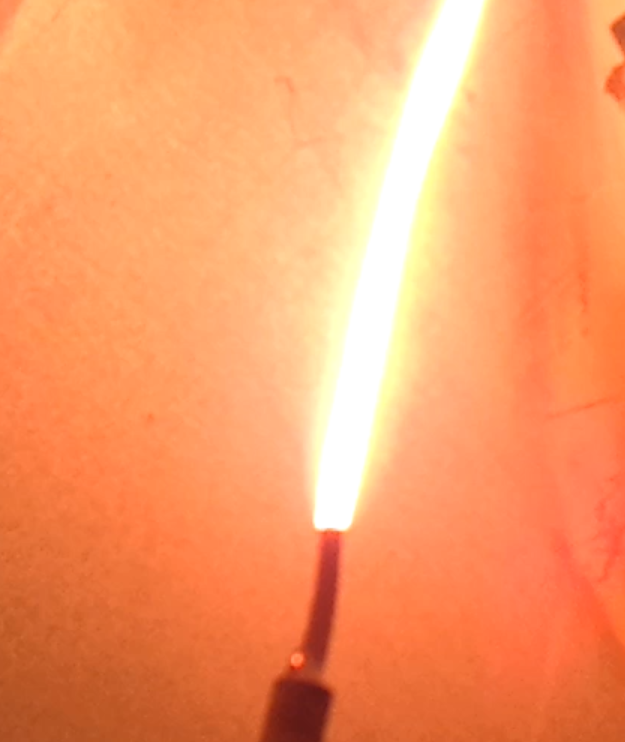
Flama produïda per la combustió del silà.

El silà més simple, el silà {\displaystyle {\ce {SiH4}}}, és el més estable; és un gas incolor que es liqua a –112 °C i es congela a –185 °C. La inestabilitat característica dels silans resulta de la reactivitat de l'enllaç silici-hidrogen; els derivats en què tots els àtoms d'hidrogen han estat substituïts per grups orgànics, com el tetrametilsilà {\displaystyle {\ce {Si(CH3)4}}}, s'assemblen als hidrocarburs saturats. Tots els silans cremen o exploten en contacte amb l'aire, i es descomponen per solucions alcalines amb formació d'hidrogen i sílice hidratada. La reacció del silà amb oxigen és:
{\displaystyle {\ce {SiH4(g) + 2 O2(g) -> SiO2(s) + 2 H2O(g)}}}
En escalfar-se, els silans es descomponen en hidrogen i silici; reaccionen amb els halògens o halogenurs d'hidrogen per formar silans halogenats, i amb les olefines per formar alquilsilans. La descomposició del silà és:
{\displaystyle {\ce {SiH4 -> Si + 2H2}}}

## Aplicacions
El compost dimetildiclorosilà {\displaystyle {\ce {(CH3)2SiCl2}}}, és important com a material de partida per als dimetilpolisiloxans, membres de la família de polímers de silicona. El clorotrimetilsilà i el viniltriclorosilà s'utilitzen per impartir repel·lència a l'aigua a nombrosos materials com ara tela, paper i vidre.